# Ligne Aizu
La ligne Aizu (会津線, Aizu-sen) est l'unique ligne ferroviaire de la compagnie Aizu Railway, située dans la préfecture de Fukushima au Japon. Elle relie la gare de Nishi-Wakamastu à Aizuwakamatsu à la gare d'Aizukogen-Ozeguchi à Minamiaizu.

## Histoire
La ligne est ouverte par étape entre 1927 et 1934 par la société gouvernementale des chemins de fer japonais sous le nom de ligne Aizu. En 1949, la ligne passe sous le contrôle de la Japanese National Railways puis de la JR East en 1987. Cette dernière transfère la ligne à la compagnie privée Aizu Railway qui commence son exploitation le 16 juillet 1987 sous le nom de ligne Aizu.

## Caractéristiques

### Ligne
- Longueur : 57,4 km
- Écartement des voies : 1 067 mm
- Alimentation : 1 500 Vcc par caténaire d'Aizu-Tajima à Aizukōgen-Ozeguchi
- Nombre de voies : Voie unique

### Tracé
|  |

### Liste des gares
| Ligne                    | Gare            | Nom japonais | Distance (km) | Rapide Relay | Rapide Aizu Roman | Limited Express Revaty Aizu                    | Correspondances                   | Localisation  |
| ------------------------ | --------------- | ------------ | ------------- | ------------ | ----------------- | ---------------------------------------------- | --------------------------------- | ------------- |
| Ligne Tadami             | Aizu-Wakamatsu  | 会津若松     | 3,1           | ●            | ●                 |                                                | JR East : Ban'etsu Ouest          | Aizuwakamatsu |
| Ligne Tadami             | Nanukamachi     | 七日町       | 1,8           | ●            | ●                 |                                                |                                   | Aizuwakamatsu |
| Ligne Tadami             | Nishi-Wakamatsu | 西若松       | 0             | ●            | ●                 |                                                | JR East : Tadami (interconnexion) | Aizuwakamatsu |
| Ligne Aizu               | Nishi-Wakamatsu | 西若松       | 0             | ●            | ●                 |                                                | JR East : Tadami (interconnexion) | Aizuwakamatsu |
| Minami-Wakamatsu         | 南若松          | 3,0          | ↕             | ↕            |                   |                                                |                                   | Aizuwakamatsu |
| Monden                   | 門田            | 4,9          | ↕             | ↕            |                   |                                                |                                   | Aizuwakamatsu |
| Amaya                    | あまや          | 7,8          | ↕             | ↕            |                   |                                                |                                   | Aizuwakamatsu |
| Ashinomaki-onsen         | 芦ノ牧温泉      | 10,5         | ↕             | ↕            |                   |                                                |                                   | Aizuwakamatsu |
| Okawa-Dam-kōen           | 大川ダム公園    | 16,2         | ↕             | ↕            |                   |                                                |                                   | Aizuwakamatsu |
| Ashinomaki-onsen-minami  | 芦ノ牧温泉南    | 17,7         | ↕             | ↕            |                   |                                                |                                   | Aizuwakamatsu |
| Yunokami-onsen           | 湯野上温泉      | 22,7         | ●             | ●            |                   |                                                | Shimogō                           |               |
| Tō-no-Hetsuri            | 塔のへつり      | 26,5         | ●             | ●            |                   |                                                | Shimogō                           |               |
| Yagoshima                | 弥五島          | 28,0         | ↕             | ↕            |                   |                                                | Shimogō                           |               |
| Aizu-Shimogō (ja)        | 会津下郷        | 31,1         | ●             | ●            |                   |                                                | Shimogō                           |               |
| Furusatu-kōen            | ふるさと公園    | 32,5         | ↕             | ↕            |                   |                                                | Shimogō                           |               |
| Yoson-kōen               | 養鱒公園        | 35,1         | ↕             | ↕            |                   |                                                | Shimogō                           |               |
| Aizu-Nagano              | 会津長野        | 37,3         | ↕             | ↕            |                   |                                                | Minamiaizu                        |               |
| Tajimakoko-mae           | 田島高校前      | 39,5         | ↕             | ↕            |                   |                                                | Minamiaizu                        |               |
| Aizu-Tajima              | 会津田島        | 42,0         | ●             | ●            | ●                 |                                                | Minamiaizu                        |               |
| Nakaarai                 | 中荒井          | 45,8         |               | ↑            | ▽                 |                                                | Minamiaizu                        |               |
| Aizu-Arakai              | 会津荒海        | 49,2         |               | ↑            | ▽                 |                                                | Minamiaizu                        |               |
| Aizu-Sanson-Dōjō         | 会津山村道場    | 50,1         |               | ↑            | ▽                 |                                                | Minamiaizu                        |               |
| Nanatsugatake-Tozanguchi | 七ヶ岳登山口    | 53,1         |               | ↑            | ▽                 |                                                | Minamiaizu                        |               |
| Aizukōgen-Ozeguchi       | 会津高原尾瀬口  | 57,4         |               | ●            | ●                 | Yagan Railway : Aizu Kinugawa (interconnexion) | Minamiaizu                        |               |